# Niżnia Turnia nad Maszynką

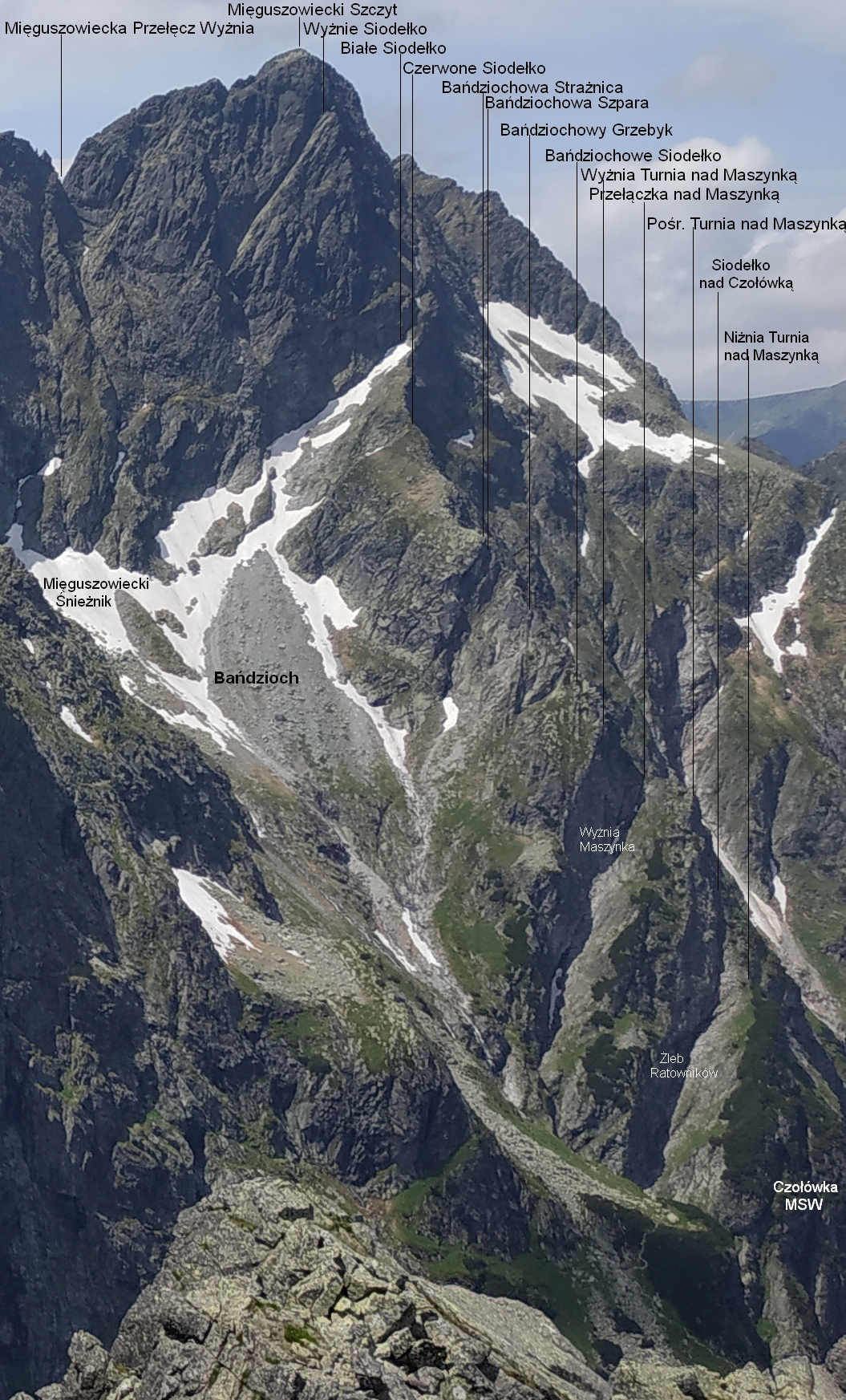

Niżnia Turnia nad Maszynką (ok. 1820 m) – porośnięta kosodrzewiną kopka w dolnej części Mięguszowieckiego Filara w Tatrach Polskich. Znajduje się w odległości zaledwie kilkunastu metrów od Siodełka nad Czołówką i jej szczyt jest niemal dokładnie na tej samej wysokości. Na północ, na Lustro nad Czołówką turnia opada pionową ścianką o wysokości około 30 m. Ze szczytu turni na wschód ciągnie się grzęda tworząca orograficznie prawe ograniczenie Żlebu Ratowników. Porośnięta bujną kosodrzewiną górna część grani grzędy opada dość łagodnie, dolna jest bardziej stroma i do dolnej części Maszynki do Mięsa opada urwistą ścianą 50-metrowej wysokości. Tworzące ograniczenie Żlebu Ratowników orograficznie prawe zbocza grzędy są skaliste i strome.
Niżnia Turnia nad Maszynką mogłaby być uznana za szczyt bardzo popularnej wśród taterników Czołówki MSW. Taternicy jednak na niej nie bywają. Czasami desantują się na nią z helikoptera ratownicy TOPR-u.
Autorem nazwy przełęczy jest Władysław Cywiński. Nawiązuje ona do żlebu Maszynka do Mięsa.

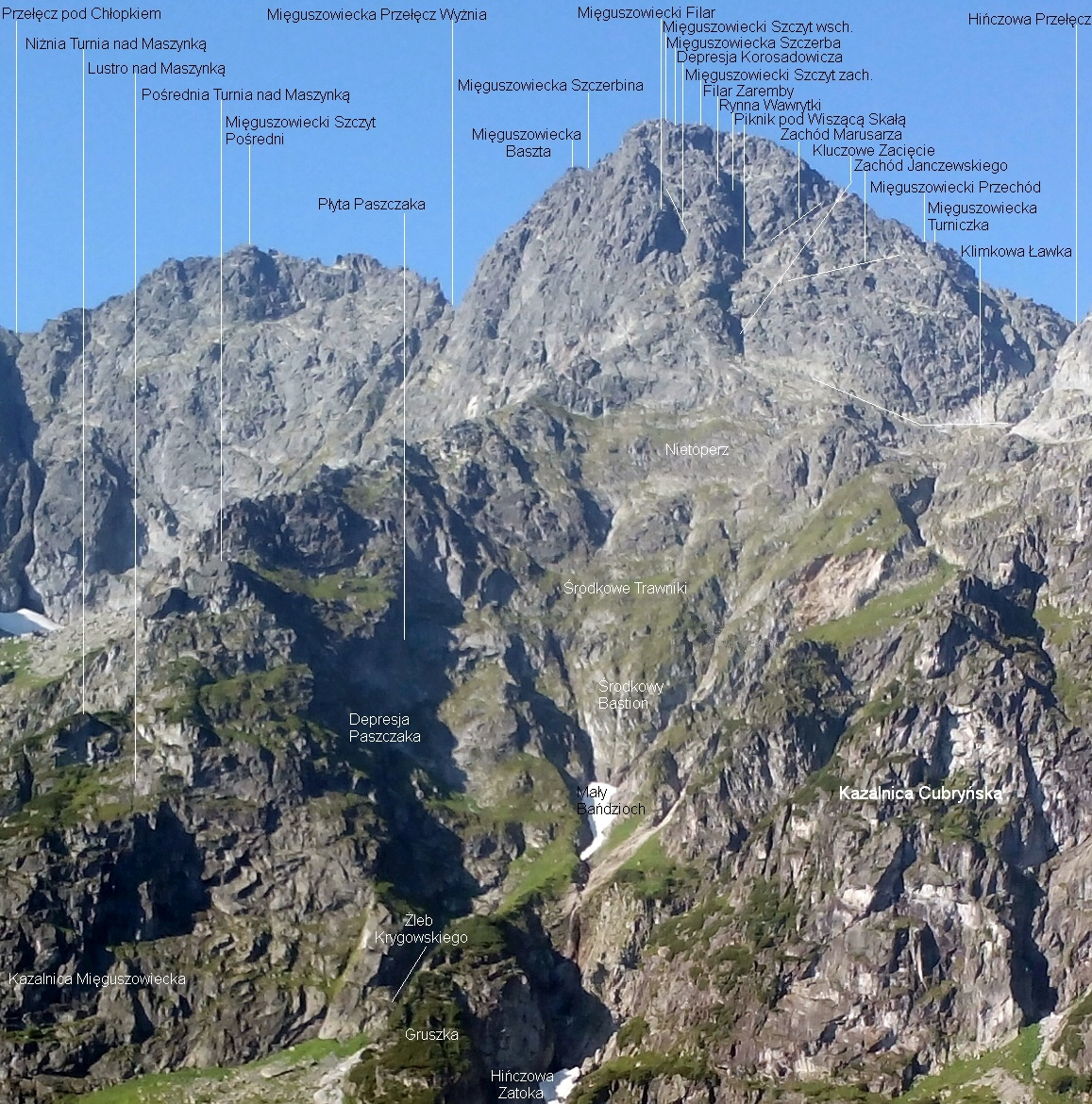
Formacje skalne na północnej ścianie Mięguszowieckiego Szczytu